# Underbefäl

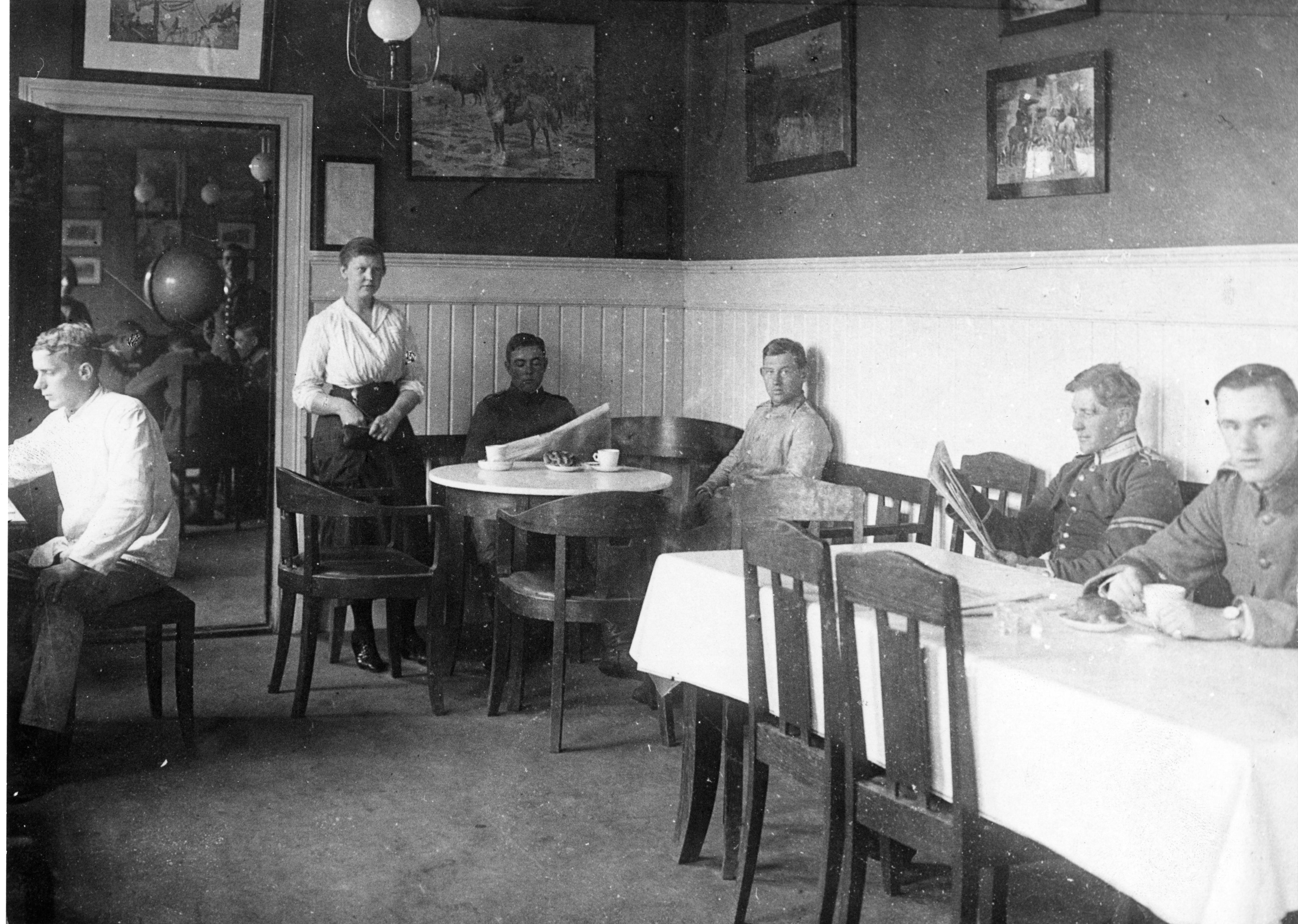
Furirmässen på Livgardet till häst under 1910-talet

Underbefäl betecknar en kategori av militära befäl, som även kan utgöra en egen befälskår. Underbefäl inom armén återfinns vanligtvis på gruppbefäls nivå.

## Finland
I Finland förstås med underbefäl underofficerare, officersaspiranter, officerselever samt sergeanter och undersergeanter som fullgör beväringstjänst.

## Sverige
Underbefäl var en befälsgrupp inom krigsmakten fram till tjänsteställningsreformen 1972. Genom reformen indelades underbefälen i två nya befälskårer, antingen som plutonsofficerare eller som gruppchefer.
| Före 1972-07-01      | Från 1972-07-01  | Från 1983-06-01 | Från 2009                       |
| -------------------- | ---------------- | --------------- | ------------------------------- |
| Officer              | Regementsofficer | Yrkesofficer    | Officer                         |
| Underofficer         | Kompaniofficer   | Yrkesofficer    | Specialistofficer               |
| Underbefäl           | Plutonsofficer   | Yrkesofficer    | Specialistofficer               |
| Underbefäl           | Gruppchef        | -               | Gruppbefäl, soldater och sjömän |
| Värnpliktigt manskap |                  |                 | Gruppbefäl, soldater och sjömän |

Före 1972 var underbefälen en egen befälskår med yrkesanställd personal i fem olika tjänstegrader från vicekorpral till rustmästare. Drygt tio år senare, när den nya befälsordningen införts 1983, återstod endast värnpliktiga korpraler och furirer i de två återstående graderna. Efter 2009 års befälsordning motsvaras underbefäl närmast av gruppbefälen inom kategorin Gruppbefäl, soldater och sjömän, vilken innefattar tjänstegraderna vicekorpral, korpral och sergeant.
| Befälskår     | Underbefäl  | Plutonsofficerare Gruppchefer | Yrkesofficerare Värnpliktiga gruppbefäl | Gruppbefäl, soldater och sjömän |
| ------------- | ----------- | ----------------------------- | --------------------------------------- | ------------------------------- |
| Befälsordning | 1960        | 1972                          | 1983                                    | 2009                            |
| Plutonsbefäl  | Rustmästare | Fanjunkare                    | Löjtnant                                | [ a ]                           |
| Plutonsbefäl  | Överfurir   | Sergeant                      | Fänrik                                  | [ a ]                           |
| Gruppbefäl    | Furir       | Överfurir                     | Överfurir                               | Sergeant                        |
| Gruppbefäl    | Korpral     | Furir                         | Furir                                   | Korpral                         |
| Gruppbefäl    | Vicekorpral | Korpral                       | Korpral                                 | Vicekorpral                     |

1. 1 2  Kvarstår i graden som officer eller blir "omgalonerad" till specialofficer.
2. ↑  Överfurirer med minst 5½ år i graden inplacerades som fanjunkare.
3. 1 2 3  Endast värnpliktiga gruppbefäl.
4. ↑  Värnppliktiga gruppbefäl som genomgått frivillig befälsutbildning.

Vid tjänsteställningsreformen 1972 blev rustmästare och äldre överfurirer befordrade till fanjunkare, och yngre överfurirer blev sergeanter, furirer blev överfurirer, korpraler furirer och vicekorpraler korpraler. Vid befordringsomgången 1983 blev samtliga fanjunkare löjtnanter, och sergeanter blev fänrikar.
De av de tidigare underbefälen som kvarstod i försvarsmakten på 1980-talet, hade då befordrats dels via de två reformerna 1972 och 1983 och eventuellt ytterligare via egna meriter till lägst fänrik, enligt den nya befälsordningen som då gällde.

## Övriga länder
I en internationell jämförelse motsvarar underbefäl tillsammans med underofficer det som i anglosaxiska länder betecknas som non-commissioned officer, förkortat NCO. Vid en uppdelning av NCO i en lägre och en högre klass, junior respektive senior non-commissioned officers, motsvarar underbefäl den lägre klassen med graderna corporal och sergeant. I Tyskland motsvaras underbefäl närmast av befälskategorin Unteroffiziere ohne Portepee och i Italien av Sottoufficiali: Ruolo Sergenti.